# والتر تاونلی
سر والتر بوپر تاونلی (انگلیسی: Walter Beaupré Townley; ۸ ژانویهٔ ۱۸۶۳ – ۵ آوریل ۱۹۴۵) دیپلمات اهل بریتانیا بود. او بین سال‌های ۱۲۹۱ تا ۱۲۹۴ خورشیدی برابر با (۱۹۱۲–۱۹۱۵) سفیر بریتانیا در ایران و مدتی نیز سفیر بریتانیا در هلند بود.

## شغل
تاونلی در کالج ایتون تحصیل کرد و در سال ۱۸۸۵ وارد وزارت امور خارجه شد. او در پاریس، تهران، بخارست، لیسبون، برلین، رم، پکن، قسطنطنیه و واشینگتن خدمت کرد. تاونلی در کشورهای آرژانتین و همزمان در پاراگوئه در سال‌های ۱۹۰۶–۱۹۱۰، رومانی ۱۹۱۱–۱۲، ایران در سال‌های ۱۹۱۲–۱۹۱۵ و هلند در سال‌های ۱۹۱۷–۱۹۱۹ سفیر بود. وی در طول مدت اقامت خود در هلند، در مذاکرات طولانی در مورد سرنوشت امپراتور تبعیدی آلمان شرکت کند.
تاونلی در سال ۱۹۱۱ در مراسم تاجگذاری شوالیه KCMG شد.